# 罗伯特·安德森 (美国内战)
罗伯特·安德森（Robert Anderson，1805年6月14日—1871年10月26日），美国南北战争时期北方军陆军少将，曾指挥萨姆特堡战役。

## 生平
安德森出生于肯塔基州路易斯维尔附近，1825年毕业于美国军事学院后授予少尉军衔。1832年，安德森以伊利诺伊州志愿兵上校身份参与了黑鹰战争，期间两次征召了上尉亚伯拉罕·林肯。1833年，安德森以中尉军衔重返美国陆军，在第二次塞米诺尔战争中担任温菲尔德·斯科特的副官。在美墨战争中，安德森在莫利诺-德尔雷伊战役中严重受伤，并因此被荣誉晋升为陆军少校。1857年10月5日，安德森被授予陆军少校军衔。安德森在1939年著有《野战炮兵指南（Instruction for Field Artillery）》和《马与脚（Horse and Foot）》。
在南方州开始脱离时，作为来自肯塔基州的原奴隶主、奴隶制度的拥护者，安德森却选择留在了北方军中。在安德森担任南卡罗来纳州查尔斯顿萨姆特堡的指挥官时，美利坚联盟国军队对萨姆特堡进行了炮轰，指挥此次炮轰的P·G·T·博雷加德准将是安德森在西点军校时的学生。萨姆特堡战役始于1861年4月12日，一直持续到4月14日结束，美国南北战争由此开始。

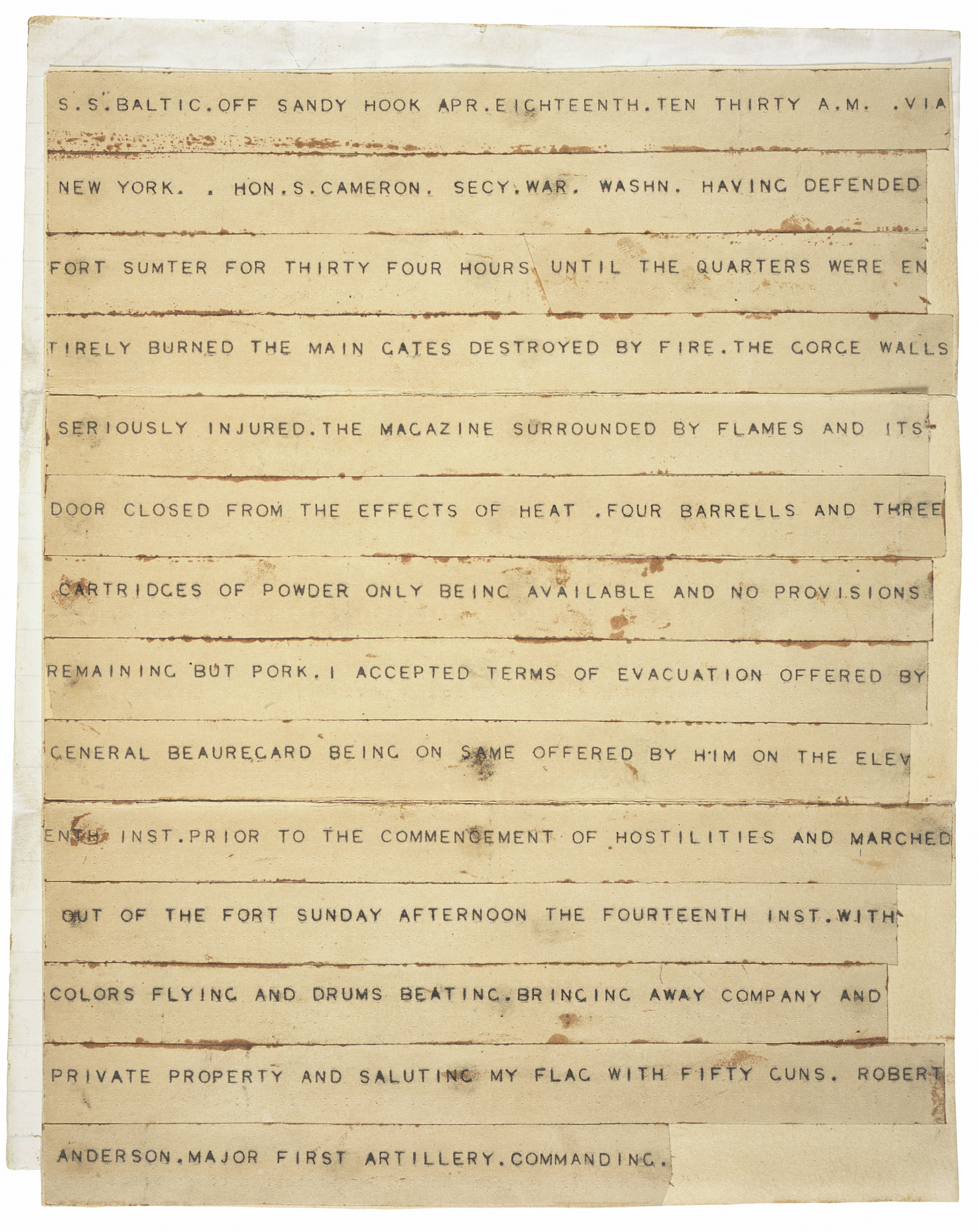
罗伯特·安德森宣布萨姆特堡投降的电报

安德森在萨姆特堡的表现使其迅速成为了国家英雄，也因此被晋升为陆军准将。安德森带着萨姆特堡的三十三星国旗回到纽约，并参与了在联合广场举行的当时北美最大的群众集会。随后，安德森在北方进行了一次非常成功的募兵活动。1861年5月28日，安德森被指派到一个敏感的政治位置---肯塔基军团（后更名为坎伯兰陆军）司令，肯塔基州是当时正式宣布中立的边境州之一。10月6日，威廉·特库姆塞·舍曼准将接替了健康状况不佳的安德森。
1863年8月，安德森被指派担任其最后的一个军事职务---位于罗得岛州纽波特的亚当斯堡的指挥官。巧合的是，博雷加德自西点军校毕业后的第一个任命即是亚当斯堡。1863年10月27日，安德森正式退役。

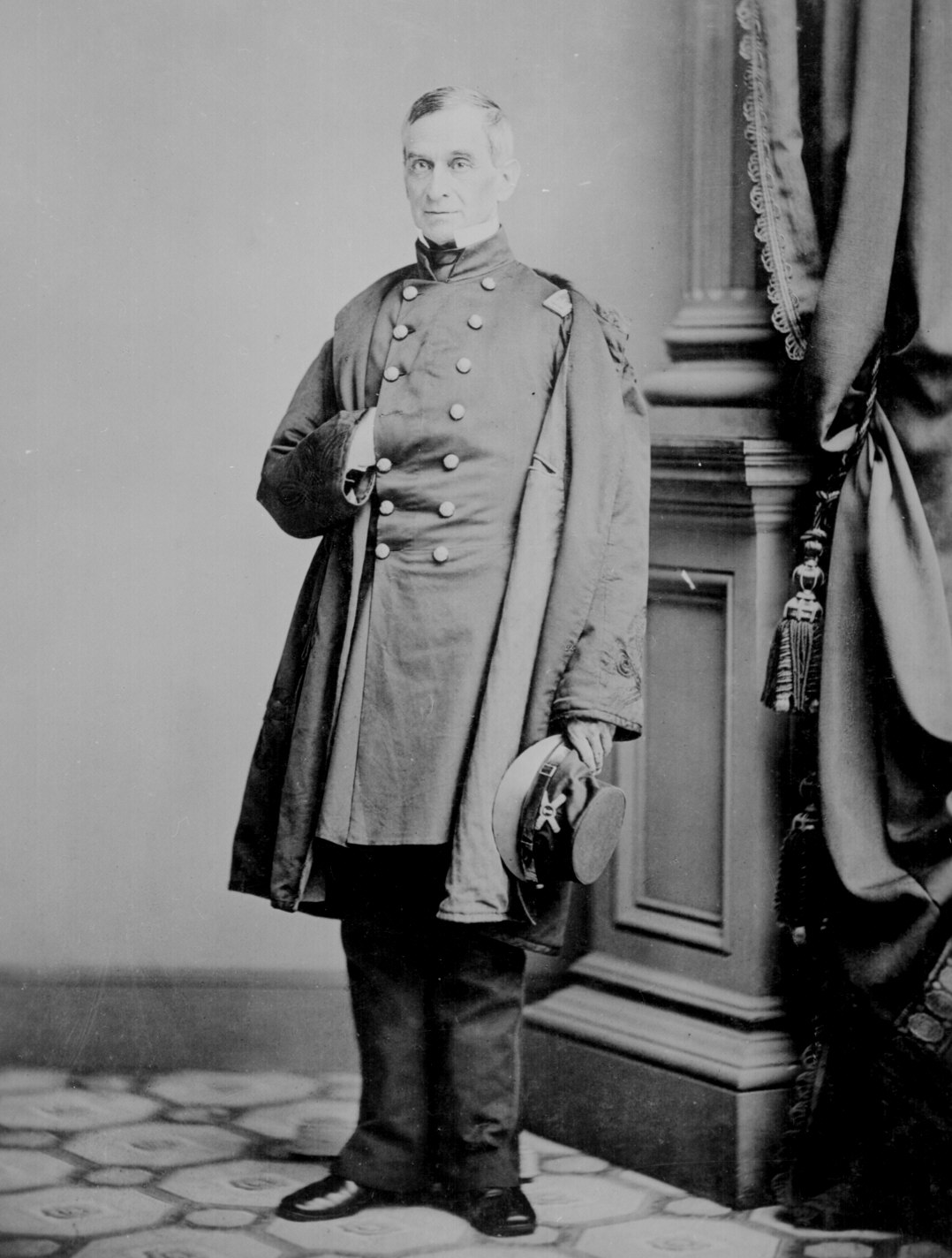
罗伯特·安德森少将，马修·布雷迪摄

随着罗伯特·E·李在阿波马托克斯法院投降和停战协议的生效，安德森以荣誉晋升陆军少将的身份重返查尔斯顿，参加了萨姆特堡的庆典仪式。1869年，安德森在马萨诸塞州布伦特里与“美国军事学院之父”西尔韦纳斯·塞耶进行了会谈，会谈成果之一是建立军事学院毕业生协会（Military Academy's Association of Graduates）。

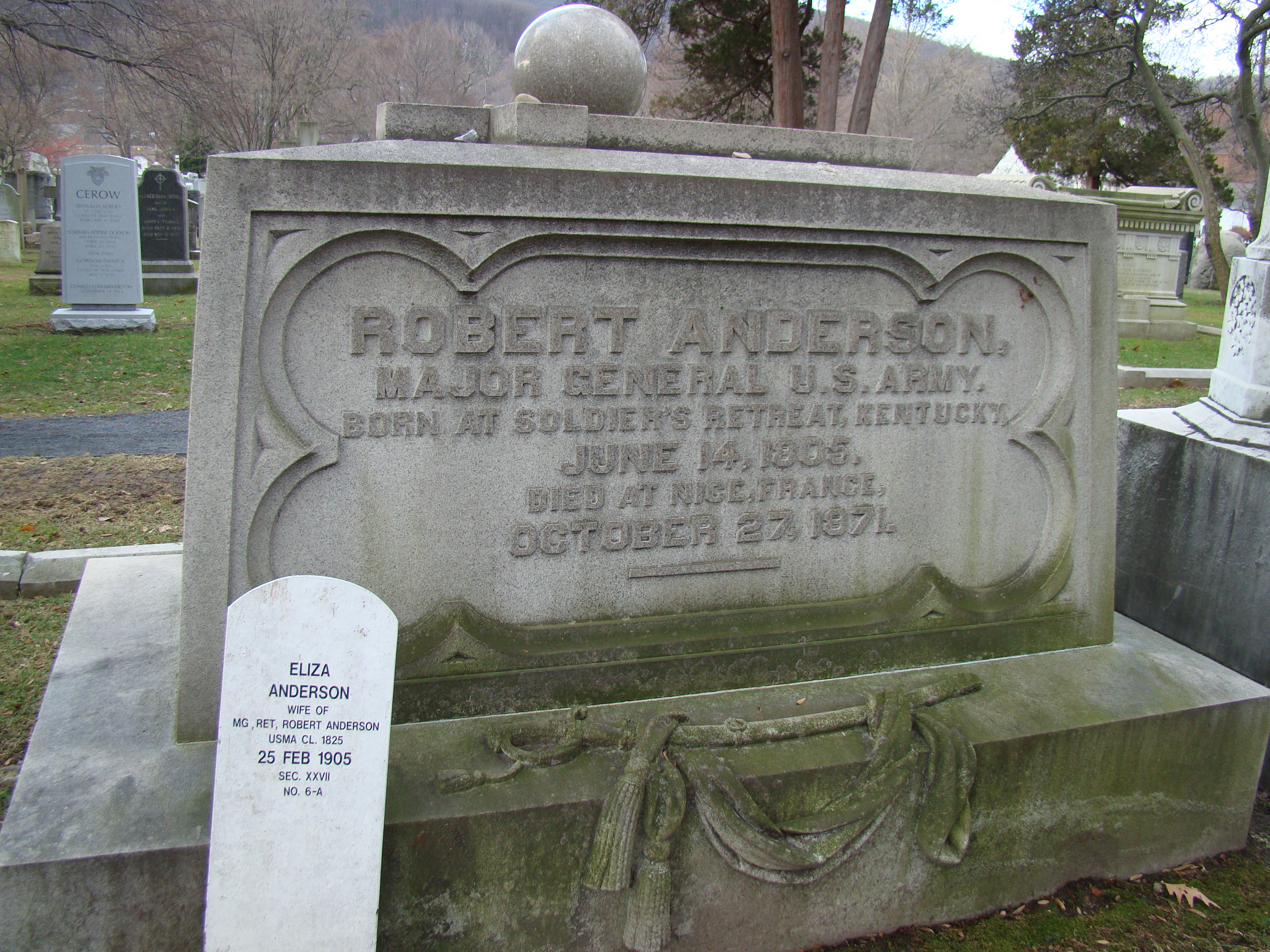
位于西点公墓的墓碑

1871年，安德森在法国尼斯逝世，遗体安葬在西点公墓。

## 家族

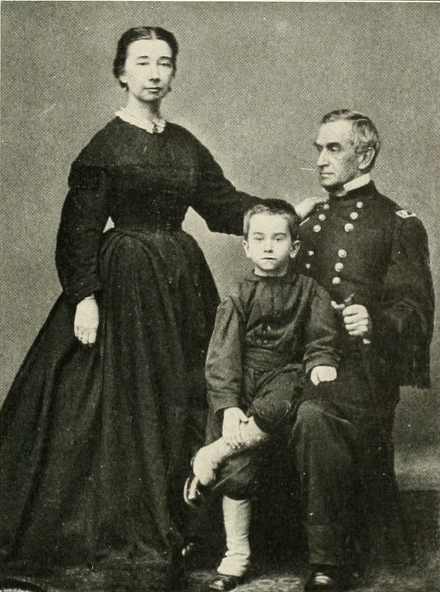
罗伯特·安德森少将一家

安德森的母亲是美国首席大法官约翰·马歇尔的表妹。安德森的弟弟查尔斯·安德森曾任俄亥俄州州长，另一个弟弟威廉·马歇尔·安德森是西部探险家。威廉是热心的天主教徒和美利坚联盟国的支持者，曾在墨西哥皇帝马克西米利安一世统治期间短暂定居在墨西哥，以期在当地为联盟国建立殖民地。安德森的侄子托马斯·M·安德森准将曾参与过美西战争和美菲战争。
安德森还是外交家拉兹·安德森的叔叔，演员蒙哥马利·克利夫特的曾祖父，探险家威廉·克拉克和准将乔治·罗杰斯·克拉克的远房表亲。